# Sivrice, Of
Sivrice là một xã thuộc huyện Of, tỉnh Trabzon, Thổ Nhĩ Kỳ. Dân số thời điểm năm 2011 là 151 người.